# Estadio Santa Laura
Estadio Santa Laura-Universidad SEK – wielofunkcyjny stadion w Santiago w Chile. Służy przede wszystkich do rozgrywania meczów piłki nożnej.

## Sport
Na stadionie rozgrywa mecze klub Unión Española. Stadion został zbudowany w 1923 roku i mieści 22 000 widzów.